# 侍従

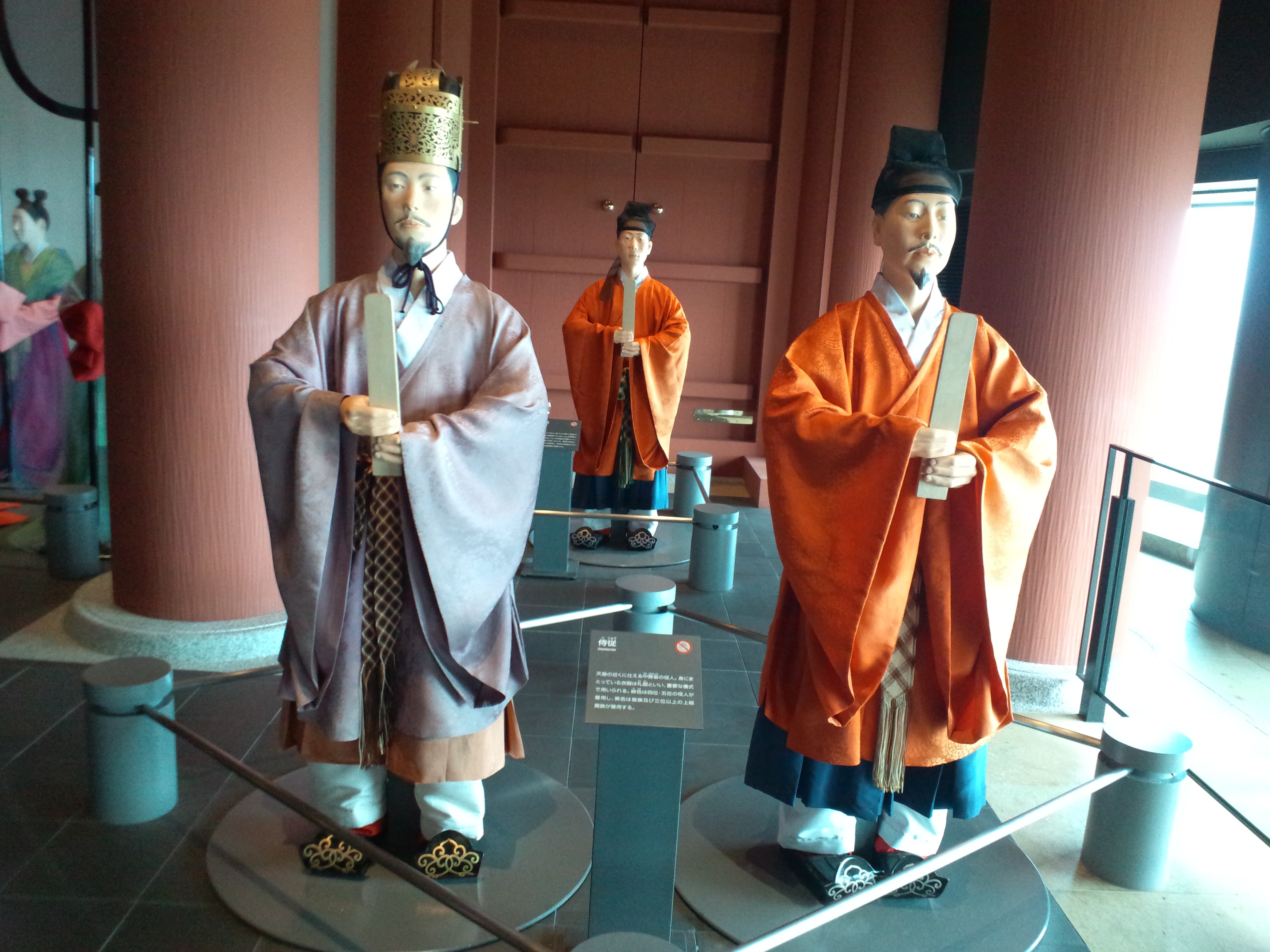
礼服をまとった侍従（大阪歴史博物館）

侍従（じじゅう、英：Chamberlain）とは、しばしば高貴な立場の人物に付き従い、身の回りの世話などをする行為、または従う者そのものを指す。
日本においては、特に天皇に側近奉仕する文官や位を意味するため、この項目ではこれについて解説する。
なお、過去に存在した武官による侍従武官、皇太子に付される東宮侍従と東宮侍従が所属する部署の宮内庁東宮職、現在において侍従が所属する部署の宮内庁侍従職、上皇侍従が所属する部署の宮内庁上皇職、皇嗣職宮務官が所属する部署の宮内庁皇嗣職については、それぞれの項目を参照のこと。
豊臣政権や江戸幕府では大名に授ける官位（武家官位）のひとつであった。

## 沿革（日本）

### 律令官制の侍従
律令官制の侍従は、和名を「まへつきみ（まえつきみ）・おもとびと・おもとびとまちぎみ」、唐名は拾遺（しゅうい）などという。
飛鳥浄御原令の段階では設置されていなかったとみられている。大宝令によると、従五位下相当官で、中務省に属するとされた。定員8名であったが、時代と共に増員され、最大20名程まで増員された。うち3名は少納言を兼任した。侍衛官であるため帯剣した。平安時代に蔵人所が設置されてその役割が急速に縮小され、多くは大納言、中納言、参議が兼任するようになる。中世においては、侍従は専ら儀礼を担当することになり、天皇に側近奉仕する官としての色合いが薄れた。
定員が8名の頃、92名の次侍従が置かれ、侍従と併せて100名の定員とした。次侍従は四、五位で長年の勤務実績のある者が、八省、その他の役所から選抜され任命された。職掌は天皇の側で雑務を担当した。

### 近代以降の侍従
1869年 （明治2年）、宮内省に属することとなった。1871年にはその長として侍従長（じじゅうちょう）が設置され、徳大寺実則・河瀬真孝・東久世通禧の3人が任命された。
宮内省官制（明治40年皇室令第3号）によると、「侍従長ハ親任又ハ勅任トス常侍奉仕シ侍従職ヲ統轄シ便宜事ヲ奏シ旨ヲ宣ス」・「侍従ハ……奏任トス側近ノ事ヲ分掌ス」とされていた。侍従武官長が慣例として陸軍から任用されていたのに対し、鈴木貫太郎以降の侍従長は海軍より続けて任用された。
第二次世界大戦後は、一時期の宮内府時代を経て宮内庁侍従職に属する。国家公務員法（昭和22年法律第120号）施行以降も、侍従は同法の適用を受けない特別職とされ、一級官・二級官などの区別が存続していた（官記に「二級に叙する」などと記載）が、中央省庁再編後は官記への級別記載はされなくなった。
なお、侍従は特別職であるため定年はないが、70歳を超えると自己申告したうえで退任する慣例がある。
侍従長の職は特別職であると同時に認証官でもあり、その任免は天皇により認証される。侍従長は認証官ではない指定職の宮内庁次長よりも格上であり、給与も指定職8号俸（事務次官級）の宮内庁次長より格上の大臣政務官級である。
侍従長以外の侍従職に下記の職がある。
侍従次長（じじゅうじちょう）と侍従（じじゅう）
内舎人（うどねり）…天皇の身の回り全般の世話をする。
殿部（でんぶ）…御所の清掃作業などで仕人を指揮する。
仕人（つこうど）…殿部を補佐し、主に御所の表側や外回りの清掃、整備などを行う。

## 日本の歴代侍従長
| 代 |  | 氏名       | 在任期間 | 備考                                         |
| -- |  | ---------- | --- | -------------------------------------------- |
| 1  |  | 徳大寺実則 | 1871年9月18日（旧暦: 明治4年8月4日） - 1877年（明治10年）8月29日 ※1884年（明治17年）に再任。                                                      | 大納言 内大臣 公爵                           |
| 2  |  | 河瀬真孝   | 1871年11月2日（旧暦: 明治4年9月20日） - 1873年（明治6年）9月30日                                                                                  | 駐英公使 枢密顧問官 子爵                     |
| 3  |  | 東久世通禧 | 1871年11月27日（旧暦: 明治4年10月15日） - 1877年（明治10年）8月29日                                                                               | 貴族院副議長 枢密院副議長 伯爵               |
| 4  |  | 山口正定   | 1878年（明治11年）12月24日 - 1884年（明治17年）3月22日                                                                                            | 海軍大佐 宮中顧問官 男爵                     |
| 5  |  | 米田虎雄   | 1878年（明治11年）12月24日 - 1884年（明治17年）3月22日                                                                                            | 陸軍中佐 宮中顧問官 子爵                     |
| 6  |  | 徳大寺実則 | 1884年（明治17年）3月21日 - 1912年（大正元年）8月13日                                                                                             | （再任）                                     |
| 7  |  | 桂太郎     | 1912年（大正元年）8月13日 - 12月21日 | 内閣総理大臣 陸軍大将 公爵                   |
| 8  |  | 鷹司煕通   | 1912年（大正元年）12月21日 - 1918年（大正7年）5月15日                                                                                             | 陸軍少将 貴族院議員 公爵                     |
| 9  |  | 正親町実正 | 1918年（大正7年）5月27日 - 1922年（大正11年）3月22日                                                                                              | 賞勲局総裁 貴族院議員 伯爵                   |
| 10 |  | 徳川達孝   | 1922年（大正11年）3月22日 - 1927年（昭和2年）3月3日                                                                                               | 侍従次長 貴族院議員 伯爵                     |
| 11 |  | 珍田捨巳   | 1927年（昭和2年）3月3日 - 1929年（昭和4年）1月16日                                                                                                | 駐英大使 駐米大使 伯爵                       |
| 12 |  | 鈴木貫太郎 | 1929年（昭和4年）1月22日 - 1936年（昭和11年）11月20日 ※1929年（昭和4年）に予備役編入と同日に侍従（海軍大将）、 1929年（昭和4年）1月22日に侍従長。 | 内閣総理大臣 枢密院議長 海軍大将             |
| 13 |  | 百武三郎   | 1936年（昭和11年）11月20日 - 1944年（昭和19年）8月29日                                                                                            | 海軍大将 枢密顧問官                          |
| 14 |  | 藤田尚徳   | 1944年（昭和19年）8月29日 - 1946年（昭和21年）5月3日                                                                                              | 海軍大将 明治神宮宮司                        |
| 15 |  | 大金益次郎 | 1946年（昭和21年）5月3日 - 1948年（昭和23年）6月5日                                                                                               | 宮内次官 日本銀行監事                        |
| 16 |  | 三谷隆信   | 1948年（昭和23年）6月5日 - 1965年（昭和40年）3月30日                                                                                              | 駐スイス大使 駐仏大使                        |
| 17 |  | 稲田周一   | 1965年（昭和40年）3月30日 - 1969年（昭和44年）9月16日                                                                                             | 滋賀県知事(官選) 侍従次長                    |
| 18 |  | 入江相政   | 1969年（昭和44年）9月16日 - 1985年（昭和60年）9月29日                                                                                             | 学習院大学教授 侍従次長                      |
| 19 |  | 徳川義寛   | 1985年（昭和60年）10月1日 - 1988年（昭和63年）4月13日                                                                                             | 侍従次長                                     |
| 20 |  | 山本悟     | 1988年（昭和63年）4月13日 - 1996年（平成8年）12月12日                                                                                             | 自治省財政局長 宮内庁次長                    |
| 21 |  | 渡邉允     | 1996年（平成8年）12月12日 - 2007年（平成19年）6月15日                                                                                             | 駐ヨルダン大使 式部官長                      |
| 22 |  | 川島裕     | 2007年（平成19年）6月15日 - 2015年（平成27年）5月1日                                                                                              | 駐イスラエル大使 外務事務次官 式部官長       |
| 23 |  | 河相周夫   | 2015年（平成27年）5月1日 - 2019年（令和元年）5月1日                                                                                               | 外務事務次官 式部官長 上皇侍従長             |
| 24 |  | 小田野展丈 | 2019年（令和元年）5月1日 - 2021年（令和3年）4月1日                                                                                                | 欧州連合日本政府代表部大使 式部官長 東宮大夫 |
| 25 |  | 別所浩郎   | 2021年（令和3年）4月1日 - | 国連大使 駐韓大使 侍従次長                   |

## 日本の著名な侍従の一部（侍従長以外）
律令制下
- 橘休蔭：天安元年侍従。
- 平野王：出雲守。
- 島江王：大舎人頭。
- 在原安貞：元慶2年次侍従。
- 在原善淵：貞観5年次侍従。
- 藤原長房：長久3年侍従。
- 久我通相：嘉暦4年侍従。太政大臣。
- 吉良義央：明暦3年 侍従兼上野介。

明治以降
- 日野西資博：子爵。宮内事務官。宮中顧問官。明治天皇の御日常 新学社教友館。
- 山岡鉄太郎：幕臣出身。
- 加藤泰秋：子爵。元伊予大洲藩主。
- 島義勇：明治3年頃。秋田県権令・開拓判官
- 藤波言忠：明治10年 - 明治12年侍従試補、明治12年 - 明治22年侍従。子爵、宮中顧問官。
- 小倉庫次
- 河井弥八：侍従次長。後に参議院議長。「日記」がある。岩波書店全6巻
- 甘露寺受長：侍従次長・東宮侍従。伯爵、明治神宮宮司、掌典長
- 永積寅彦：侍従次長、掌典長。昭和天皇御学友。陸軍大将大迫尚道の三男。
- 穂積重道：穂積重遠の子。
- 鈴木一：昭和22年4月から侍従次長。陸軍主計中尉、首相秘書官、入国管理庁長官。侍従長・首相鈴木貫太郎の長男。
- 木下道雄：「木下侍従日記」がある。文藝春秋
- 手塚英臣：侍従次長を2005年（平成17年）3月に退任する。
- 千沢治彦：1964年に学習院大学卒業。1993年（平成5年）に侍従に任じられる。2005年から侍従次長。
- 岡部長章：岡部長職の八男でのちに京都外国語大学教授となる。妻は岩崎輝弥の長女。
- 内藤政恒：挙母藩内藤家14代当主でのちに玉川大学教授、日本歴史考古学会会長。
- 東園基文：東園基文の三男で、旧子爵東園家第3代当主。のち宮内庁掌典長、神社本庁統理、伊勢神宮崇敬会会長を歴任。
- 広幡忠朝：陸軍大尉侯爵
- 広幡忠隆：侯爵。皇太后宮大夫兼侍従次長
- 山縣有道：公爵、式部官。
- 卜部亮吾：「卜部亮吾侍従日記」がある。朝日新聞社全5巻
- 楠本祐一：外交官。平成元年 - 平成3年侍従。在ポーランド特命全権大使。
- 多賀敏行：外交官。平成5年 - 平成8年侍従。在ラトビア特命全権大使。
- 山本広行：外交官。平成16年 - 平成18年次中。在トルクメニスタン特命全権大使。
- 菊田豊：外交官。平成21年 - 平成24年侍従。在ブルネイ特命全権大使。

東宮侍従
- 小笠原長育：子爵。大正天皇の教育係。越前勝山藩第8代藩主・小笠原長守長男。
- 有馬純文：子爵。明治33年東宮侍従。
- 田内三吉：1902年に東宮侍従。後正三位勲一等陸軍少将。
- 穂積重遠：男爵。1945年8月から東宮大夫兼東宮侍従長。後に最高裁判所判事。
- 大嶋英一：外交官。平成8年 - 平成10年東宮侍従。在フィジー特命全権大使。
- 水谷章：外交官。平成10年 - 平成12年東宮侍従。在オーストリア特命全権大使。